# Ласки (село)
Ласки́ (укр. Ласки) — село на Украине, основано в 1545 году, находится в Народичском районе Житомирской области.
Код КОАТУУ — 1823784401. Население по переписи 2001 года составляет 709 человек. Почтовый индекс — 11424. Телефонный код — 4140. Занимает площадь 2,382 км². Орган местного самоуправления — Ласковский сельский совет.

## Известные уроженцы
- Макарчук, Ефрем Федосеевич (1896—1943) — советский военачальник.
- Оноприенко, Анатолий Юрьевич (1959—2013) — серийный убийца.

## Адрес местного совета
11424, Житомирская область, Народичский р-н, с. Ласки, ул. Калинина, 1; тел. 9-54-46